# Аврмениј
Аврмениј (фр. Avremesnil) насеље је и општина у северној Француској у региону Горња Нормандија, у департману Приморска Сена која припада префектури Дјеп.
По подацима из 2011. године у општини је живело 984 становника, а густина насељености је износила 181,55 становника/km². Општина се простире на површини од 5,42 km². Налази се на средњој надморској висини од 90 метара (максималној 82 m, а минималној 11 m).

## Демографија
| 1962. | 1968. | 1975. | 1982. | 1990. | 1999. | 2011. |
| ----- | ----- | ----- | ----- | ----- | ----- | ----- |
| 700   | 798   | 839   | 832   | 878   | 873   | 984   |

График промене броја становника у току последњих година